# Sit down, I think I love you
Sit down, I think I love you is een lied van Buffalo Springfield dat werd geschreven door Stephen Stills. De band bracht het uit op hun debuutalbum Buffalo Springfield (1966). Daarnaast verscheen het later op verzamelalbums van de band, zoals Retrospective: The best of Buffalo Springfield (1969), Buffalo Springfield (1973) en Box set (2001).
Het is een liefdeslied in de stijl folkrock. Het werd meermaals gecoverd waardoor Stills zich al vroeg in zijn loopbaan vestigde als liedschrijver. Ervoor was ook al het door Buffalo Springfield uitgebrachte For what it's worth (Stop, hey what's that sound) wereldwijd aangeslagen.

## Covers
Het nummer werd verschillende malen gecoverd, met een hit voor The Mojo Men in 1966 en voor de Australische band The Executives in 1967.
Verder verschenen er covers op muziekalbums van onder meer de Amerikaanse The Osmonds-tiener Donny Osmond (To you with love, Donny, 1971), de Britse zanger Simon Turner (Simon Turner, 1973) en de Seattlese formatie met powerpop The Riffbrokers (Five way street - A tribute to Buffalo Springfield, 2006).

### The Mojo Men
Meteen hetzelfde jaar kwamen The Mojo Men met een cover die hen een hit opleverde in de VS en Canada. Er kwam geen regulier album met het nummer. Wel kwam het jaren later uit op verzamelalbums, zoals op Dance with me (1984) en Sit down...It's The Mojo Men (1995).
Het lied werd gearrangeerd door Van Dyke Parks die het folkrocknummer omzette naar een stijl die dichter in de buurt kwam van bijvoorbeeld de The Mamas and the Papas. Hierbij zette hij ook hetzelfde warme gevoel neer. Samenzang is eveneens te horen en verder verwerkte hij verschillende muziekinstrumenten, waaronder verschillende keyboards, de resonatorgitaar van het type Dobro tot en met mandolines.

#### Hitnoteringen
| Land                        | piekpositie |
| --------------------------- | ----------- |
| Canada                      | 30          |
| Verenigde Staten (Hot 100)) | 36          |

### The Executives
In 1967 verscheen er nog een cover van de Australische band The Executives die een hitnotering opleverde in eigen land. Op de B-kant staat het nummer Don't you sometimes, baby, find that I'm on your mind. Daarnaast verscheen het op hun elpee met hun bandnaam, ofwel The Executives (1968). Ook kwam het later nog op andere albums uit, zoals op de verzamelaar Nuggets: Original artyfacts from the first psychedelic era, 1965-1968 (1971).

#### Hitnotering
| Land      | piekpositie |
| --------- | ----------- |
| Australië | 20          |